# Xã Bethel, Quận Shelby, Missouri
Xã Bethel (tiếng Anh: Bethel Township) là một xã thuộc quận Shelby, tiểu bang Missouri, Hoa Kỳ. Năm 2010, dân số của xã này là 674 người.